# Ченаде (комуна)
Ченаде (рум. Cenade) — комуна у повіті Алба в Румунії. До складу комуни входять такі села (дані про населення за 2002 рік):
- Ґорґан (7 осіб)
- Капу-Дялулуй (3 особи)
- Ченаде (1005 осіб) — адміністративний центр комуни

Комуна розташована на відстані 243 км на північний захід від Бухареста, 33 км на схід від Алба-Юлії, 85 км на південь від Клуж-Напоки, 131 км на захід від Брашова.

## Населення
За даними перепису населення 2002 року у комуні проживали 1015 осіб.
Національний склад населення комуни:
| Національність | Кількість осіб | Відсоток |
| -------------- | -------------- | -------- |
| румуни         | 889            | 87,6%    |
| німці          | 59             | 5,8%     |
| цигани         | 54             | 5,3%     |
| угорці         | 8              | 0,8%     |
| українці       | 3              | 0,3%     |
| татари         | 2              | 0,2%     |

Рідною мовою назвали:
| Мова      | Кількість осіб | Відсоток |
| --------- | -------------- | -------- |
| румунська | 941            | 92,7%    |
| німецька  | 59             | 5,8%     |
| циганська | 8              | 0,8%     |
| угорська  | 7              | 0,7%     |

Склад населення комуни за віросповіданням:
| Релігія                             | Кількість осіб | Відсоток |
| ----------------------------------- | -------------- | -------- |
| православні                         | 633            | 62,4%    |
| греко-католики                      | 296            | 29,2%    |
| лютерани (Аугсбурзького сповідання) | 66             | 6,5%     |
| баптисти                            | 12             | 1,2%     |
| реформати                           | 3              | 0,3%     |
| п'ятдесятники                       | 2              | 0,2%     |
| бретрени                            | 2              | 0,2%     |
| римо-католики                       | 1              | 0,1%     |